# Колпаков, Пётр Васильевич
Пётр Васильевич Колпаков (1911—1989) — старший сержант Рабоче-крестьянской Красной Армии, участник Великой Отечественной войны, Герой Советского Союза (1945).

## Биография
Родился 15 января 1911 года в селе Ратчино (ныне — Шарлыкский район Оренбургской области).
Получил начальное образование, после чего работал сначала в колхозе, затем в машинно-тракторной станции. Окончил курсы счетоводов. В 1933—1935 годах Колпаков проходил службу в Рабоче-крестьянской Красной Армии. В августе 1941 года он повторно был призван в армию. С февраля 1942 года — на фронтах Великой Отечественной войны. К январю 1945 года старший сержант Пётр Колпаков командовал орудием 868-го стрелкового полка 287-й стрелковой дивизии 3-й гвардейской армии 1-го Украинского фронта. Отличился во время освобождения Польши.
В январе 1945 года расчёт Колпакова одним из первых в полку переправился через Одер в районе населённого пункта Радшюц к северу от города Хобеня. Во время боёв на плацдарме 28 января 1945 года Колпаков уничтожил 1 танк, 2 бронетранспортёра, а также большое количество вражеских солдат и офицеров.
Указом Президиума Верховного Совета СССР от 10 апреля 1945 года старший сержант Пётр Колпаков был удостоен высокого звания Героя Советского Союза с вручением ордена Ленина и медали «Золотая Звезда».
После окончания войны Колпаков был демобилизован. Проживал и работал в селе Шарлык, затем переехал в Оренбург.
Умер в 1989 году. Похоронен в селе Шарлык.
Был также награждён орденами Красного Знамени, Отечественной войны 1-й и 2-й степеней, Красной Звезды, рядом медалей.